# Варез-группа
Варез-группа — тесно организованная группа людей, участвующих в создании и/или распространении вареза, таких как фильмы, музыка или программное обеспечение («warez») в сцене. В сцене есть различные типы этих групп: релизные группы и курьерные группы. Группы часто соревнуются, так как первыми, кто выпустил новый качественный релиз, может принести статус и уважение — тип «конкурса суеты». Варез-группы заботятся о том, как другие имеют о них представление.

## Описание
В 1984 году журнал «ANALOG Computing отметил, что программное пиратство не имеет экономического смысла для тех, кто выполняет взлом программного обеспечения. Основной мотивацией варез-групп является не денежная прибыль, а волнение от нарушения правил и избиения конкурентов, хотя по крайней мере две группы сцены просят пожертвований биткойнов, PoWeRUp и spamTV. Отдельные члены этих групп обычно также являются авторами кряков и генераторов ключей.
Существуют варез-группы, публикующие новый контент за пределами сцены, часто называемые P2P-группами. Они гораздо более доступны для людей, имеющих доступ к новым фильмам, и не ограничиваются набором правил и положений.
ФБР борется с варезгруппами с помощью Operation: Cyberstrike, Operation Buccaneer, Operation Fastlink, Operation Safehaven и Operation Site Down. Аналогичным образом, была расформирована P2P-группа под названием «IMAGiNE» из-за действий правоохранительных органов.
Некоторыми группами игр и программного обеспечения являются Razor 1911, Reloaded, DrinkOrDie, Pirates With Attitude, Class, Myth и Fairlight. Более крупный список см. в списке варез-групп.

## Релизные группы
Релизные группы несут ответственность за выпуск варез. Например, они копируют фильм с DVD, кодируют его в видеофайл и разбивают на более мелкие части, прежде чем поделиться им. Они находятся на вершине мира вареза. Объявление о выпуске появляется в предварительных базах данных после того, как релиз будет доступен на их партнёрских сайтах. Доступ к оригинальным программным продуктам необходим для записи кряков и кейгенов, чтобы они делились оригинальными носителями друг с другом, обычно используя частные сайты и серверы. Общение между членами происходит с IRC.
Варез-группы обычно добавляют NFO-файлы со своими релизами. Из-за характера сцены об этих группах мало что известно. Большинство групп следуют одному из различных стандартов вареза, чтобы предотвратить ядерное оружие. Большинство групп сосредоточены на одной категории (музыка, фильмы, телевидение,…) или жанре (например, метал-музыка или граффити).
Члены группы играют разные роли. В большинстве групп есть один или несколько руководителей групп, которым помогают люди с такими профессиями, как поставщик, взломщик или риппер.

## Курьерные группы
Курьерные группы принимают релизы и распространяют их. Это можно сделать с помощью FXP для FTP-сайтов. На сцене больше курьеров, чем взломщиков, поставщиков и сайтов вместе взятых.
Курьеры — определённый класс пользователей топ-сайта, которые получают доступ, загружая новые релизы и заполняя запросы. Когда курьер получает доступ к вершине сайта, ему часто требуется пройти пробный тест, например, загрузить определённую сумму за короткий промежуток времени.
Курьеры соревнуются друг с другом за уважение, кредиты, доступ к другим топ-сайтам и веселье. Частные курьеры часто работают в качестве независимых курьеров. Некоторые курьеры объединяются, чтобы сформировать курьерные группы, которые обеспечивают поддержку и дружбу через товарищество. Хотя можно отметить, что курьеры/соревнующиеся рассматриваются более чем когда-либо свысока со стороны филиалов и сотрудников высшего узла с увеличением сценариев, которые автоматически выполняют задачи курьеров.